# Ludwigsstraße
Ludwigsstraße es una de las principales calles de las compras de Maguncia, Alemania, que discurre desde el centro. La calle corre en gran medida a lo largo de la 50 ª latitud. La “Lu”, comienza en la Plaza Schillerplatz (entonces llamado Thiermarckt o mercado de animales o place verte el Plaza verde) cerca del pozo de carnaval y después de unos 250 metros, que forma parte de la actual Plaza Gutenberg. Hay el monumento Gutenberg de 1837 y en el lado opuesto de la Teatro Estatal de Maguncia. En medio de la "es 50 Grados de latitud norte "incrustado en la superficie de la carretera - pero eso es un poco engañados: El verdadero número 50 Latitude que corre al norte del Teatro del Estado y no se cruzan la calle Ludwigsstraße.

## Historia
Fue diseñado por un decreto de Napoleón Bonaparte por su Director de Departamento de Construcción JF Eustache de Saint Far construyó entre 1804 y 1809 creó una calle principal llamada la “Grande Rue Napoléon”.
Artículo 1: sesera construit une nouvelle place dans la ville de Mayence, sur l'emplacement atimes ruines, dans le quartier de la prevote. Cette place aura de dix a douze mille metres de superficie.
(Un nuevo plaza que se construirá en la ciudad de Maguncia, en el sitio de la / edificio destruido en ruinas, en el distrito del preboste. Este espacio contará con área de 10 a 12.000 pies.)
Artículo IV: La place Neuve portera le nom de Guttenberg, inventeur de l'impimerie.
(El nuevo plaza se llamará Gutenberg, inventor de la imprenta.)

En 1817 se inauguró como “Neue Straße” nuevo camino y completamente eliminado sólo en 1864. El Gran Duque de Hesse Luis I le dio el nombre actual.
En la década de 1990, Ludwigsstraße fue - con la excepción de una calle perpendicular - se convirtió en una zona peatonal, en el que los autobuses sólo permitidos, taxis, bicicletas y vehículos de reparto de conducción.